# Gertschiola
Genre
Gertschiola est un genre d'araignées aranéomorphes de la famille des Pholcidae.

## Distribution
Les espèces de ce genre sont endémiques d'Argentine.

## Liste des espèces
Selon World Spider Catalog (version 14.5, 2014) :
- Gertschiola macrostyla (Mello-Leitão, 1941)
- Gertschiola neuquena Huber, 2000

## Étymologie
Ce genre est nommé en l'honneur de Willis John Gertsch.

## Publication originale
- Brignoli, 1981 : Studies on the Pholcidae, I. Notes on the genera Artema and Physocyclus (Araneae). Bulletin of the American Museum of Natural History, no 170, p. 90-100 (texte intégral).